# Stephan David
Stephan David (5 febbraio 1979) è un calciatore trinidadiano, centrocampista del Caledonia AIA e della Nazionale di calcio di Trinidad e Tobago.